# California (utwór Iry)
"California" – utwór pochodzący z albumu Mój dom. Utwór trwa 3 minuty i 52 sekundy, i jest siódmym co do najdłuższych utworów zawartych na płycie. Kompozycja została zamieszczona na trzeciej pozycji na krążku. Utwór ten jest jednym z najbardziej rozpoznawalnych utworów radomskiej formacji.
Utwór zaczyna się delikatnym wstępem niemalże "balladowym", zostaje jednak szybko zburzony przez surowo brzmiące soczyste gitarowe riffy, oraz drapieżny wokal Gadowskiego, utwór jest utrzymany w dość szybkim hardrockowym tempie, połączonym z melodyjną gitarową solówką.
Tekst utworu opowiada o człowieku, który z dnia na dzień stracił wszystko, zarówno ukochaną kobietę jak i swój majątek. Aby odnaleźć się w tej trudnej sytuacji, jedynym wyjściem dla niego aby zapomnieć o swych problemach jest wyjazd do wspomnianej w tytule Kalifornii.
Kompozytorem utworu jest gitarzysta Piotr Łukaszewski, natomiast autorem tekstu wokalista Artur Gadowski.
Utwór był zawsze regularnie grany podczas występów zespołu, m.in. na Festiwalu w Jarocinie oraz na różnego rodzaju festiwalach na których zespół występował.
Utwór pojawiał się także na akustycznych koncertach, m.in. został zagrany podczas jednego z takich występów zespołu na koncercie w 1994 roku. Został wykonany w duecie z Tomkiem "Oleyem" Olejnikiem z Proletaryatu.
Utwór znalazł się także na koncertowej płycie IRA Live, wydanej w 1993 roku, gdzie jest dłuższy, trwa bowiem 4 minuty i 15 sekund. Na płycie Live 15-lecie, utwór trwa 4 minuty i 25 sekund. California została również zagrana na urodzinowym koncercie zespołu, który się odbył w październiku 2006 roku, w krakowskim klubie "Studio".
Od momentu reaktywacji grupy pod koniec 2001 roku, California jest regularnie granym utworem podczas wszystkich koncertów zespołu. Do dziś wciąż porywa tłumy fanów na koncertach.
Artur Gadowski o utworze "California":
To piosenka – pewniak. Zawsze porusza publiczność już przy pierwszych taktach. Wiadomo, że przy niej ludzie będą się dobrze bawić. A to jest najważniejsze i dla mnie i dla całego zespołu...
(Źródło: Magazyn Brum 1994)

## Inne wersje
- Koncertowa wersja z płyty IRA Live z 1993 roku
- Akustyczna wersja z koncertu "Bez prądu" w studiu polskiego radia w Łodzi w kwietniu 1994 roku
- Koncertowa wersja z koncertu Live 15-lecie z września 2003 roku

## Twórcy
IRA
- Artur Gadowski – śpiew, chór
- Wojtek Owczarek – perkusja
- Piotr Sujka – gitara basowa, chór
- Kuba Płucisz – gitara rytmiczna
- Piotr Łukaszewski – gitara prowadząca

Produkcja
- Nagrywany oraz miksowany: Kwiecień 1991 roku w Studio S-4 w Warszawie
- Producent muzyczny: Leszek Kamiński, IRA
- Realizator nagrań: Leszek Kamiński
- Aranżacja: Piotr Łukaszewski
- Tekst piosenki: Artur Gadowski
- Sponsor zespołu: Firma Kontakt z Radomia
- Wytwórnia: Kontakt